# Religião no espaço

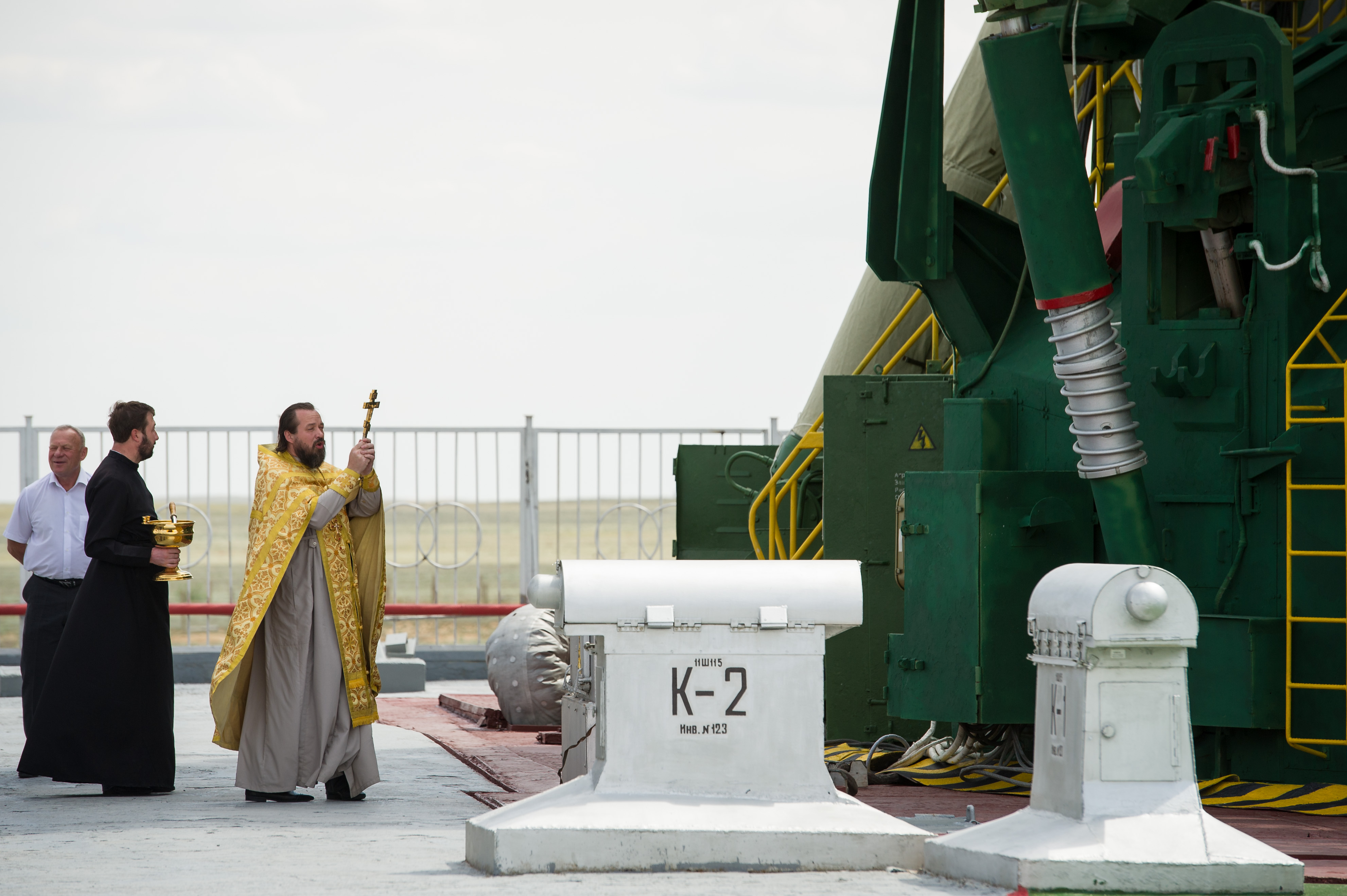
Um padre russo abençoa um foguete Soyuz com destino à Estação Espacial Internacional

Astronautas já praticaram a sua religião no espaço; Algumas vezes de forma pública, algumas vezes de forma privada.

## Cristianismo

### Leitura do Gênesis na missão Apollo 8
Na véspera de Natal, em 1968, os astronautas Bill Anders, Jim Lovell, e Frank Borman leram uma passagem do texto de Gênesis enquanto a espaçonave da missão Apollo 8 orbitava a Lua.

### Catolicismo
Uma mensagem do Papa Paulo VI foi gravada em disco de silício, parte da missão da Apollo 11.

### Protestantismo
Buzz Aldrin, praticamente do Presbiterianismo, praticou a comunhão durante a viagem da missão Apollo 11.

### Natal na Estação Espacial Internacional
A chegada da Expedição 1 na Estação Espacial Internacional marcou a primeira comemoração do Natal, recebendo presentes em aviões de suprimento.

## Islamismo
A prática do Salah se torna complicada no espaço devido a velocidade da Estação Espacial. A prática envolve o ajoelhamento em direção à Mecca. Em preparação para a viagem do primeiro astronauta malaio, Sheikh Muszaphar Shukor, uma organização islâmica criou um documento com instruções para muçulmanos no espaço. Sheikh celebrou o Eid al-Fitr dentro da Estação Espacial.